# Paramimistena gracilicornis
Paramimistena gracilicornis là một loài bọ cánh cứng trong họ Cerambycidae.